# Diogmites fasciatus
Diogmites fasciatus là một loài ruồi trong họ Asilidae. Diogmites fasciatus được Macquart miêu tả năm 1834. Loài này phân bố ở vùng Tân nhiệt đới.